# Xavier de Franciosi
Compléments
De Franciosi est un des grands promoteurs de la dévotion au Sacré-Cœur
Xavier de Franciosi, né le 13 décembre 1819 à Arras (France) et mort le 13 janvier 1908 à Tournai (Belgique), est un prêtre jésuite français et écrivain spirituel.

## Biographie
Xavier de Franciosi est ordonné prêtre en 1843 pour le diocèse de Beauvais mais entre dans la Compagnie de Jésus quatre ans plus tard, le 31 août 1847. En 1857, à Liesse, il fait sa troisième année de probation sous la direction du père Fouillot.  
Prédicateur à Metz, Rouen, Amiens et Lille, il passe dix-huit années, de 1871 à 1889, dans la ville de Nancy], où il est notamment directeur diocésain de l'Apostolat de la prière. Nommé à Boulogne, il se consacre à des travaux d'écriture, qu’il doit poursuivre à Tournai, en Belgique, à la suite des lois de 1901 contraignant les Jésuites à l'exil.
Spécialiste de la dévotion au Sacré-Cœur, il est un des principaux promoteurs du 'Vœu national'. Il est le principal conseiller pour la décoration de la basilique du Sacré-Cœur, à Paris. Il étudie de 1890 à 1894 les possibilités d'illustrer l'histoire du salut, sous l'angle de la dévotion au Sacré-Cœur.

## Publications
- La dévotion au Sacré-Cœur de Jésus et au Saint Cœur de Marie notions doctrinales et pratiques, 1877.
- Marie, mère de Dieu et toujours Vierge a été conçue sans péché pensées et prières à propos du 25e anniversaire de la définition de l'Immaculée Conception, par Xavier de Franciosi, S.J. 1879
- A Saint François-Xavier hommage d'un coeur reconnaissant. Considérations, prières, pratiques, etc. en l'honneur de ... recueillies par ... Xavier de Franciosi. 1883
- L'esprit de Saint Ignace pensées, sentiments, paroles et actions du fondateur de la Compagnie de Jésus recueillis et mis en ordre, 1887
- La dévotion au sacré-coeur de Jésus et au saint-coeur de Marie : notions doctrinales et pratiques, 1892
- Exercices de piété a l'usage des confréries du Sacré Cœur, recueillis et mis en ordre par le R.P. Marie-Xavier de Franciosi de la Compagnie de Jésus, 1901
- Le petit trésor des confréries du Sacré Cœur de Jésus prières et pratiques pieuses, 1901
- Petite anthologie du Sacré-Cœur de Jésus, pièces liturgiques et autres relatives au culte du Sacré-Coeur. Recueillies par Marie-Xavier de Franciosi, 1903
- The spirit of St. Ignatius Transl. from the French of Xavier de Franciosi, S.J. 1906
- Le Sacré-Coeur de Jésus et la tradition documents recueillis chez les Pères, les docteurs, les hagiographes, etc., 1908
- L'esprit de Saint Ignace, par le père X. de Franciosi ; éd., revue et annoté par le père H. Pinard de la Boulaye, 1952.